# Neu (芸能事務所)
株式会社neu（ノイ）は東京都世田谷区豪徳寺にある日本の芸能事務所。

## 会社概要
- 名称：株式会社neu（英文：neu inc.）[1]
- 所在地：東京都世田谷区豪徳寺1-38-9 大町ビル2F[1]
- 創業：平成26年8月6日

## 所属俳優
- 平野貴大
- 藤原シンユウ
- 原田志
- 村上剛基